# Escobaria chihuahuensis
Escobaria chihuahuensis là một loài thực vật có hoa trong họ Cactaceae. Loài này được Britton & Rose mô tả khoa học đầu tiên năm 1923.